# C/1962 C1 (Seki-Lines)
C/1962 C1 (Seki-Lines) ist ein Komet, der im Jahr 1962 mit dem bloßen Auge gesehen werden konnte. Er wird von einigen zu den „Großen Kometen“ gezählt.

## Entdeckung und Beobachtung
Dieser Komet wurde zuerst von dem Amateurastronomen Richard D. Lines am Abend des 3. Februar 1962 (Ortszeit) entdeckt. Er war in die Wüste etwa 50 km östlich von Phoenix (Arizona) gefahren, um den Himmel mit einem Teleskop zu beobachten, als er einen ihm unbekannten nebligen Fleck in der südlichen Milchstraße fand. Er wollte gerade eine Sternkarte zu Rate ziehen, als seine Frau und einige Freunde zu ihm kamen, um ihm Gesellschaft zu leisten. Alle konnten das Objekt durch das Teleskop erkennen und seine Frau bemerkte, dass es wie ein Komet aussähe. Nachdem die Sternkarten kein Objekt an dieser Stelle verzeichneten, fuhren alle rasch nach Phoenix zurück, um das Lowell-Observatorium zu benachrichtigen.
Etwa sieben Stunden später, kurz vor Mitternacht in Japan, suchte Tsutomu Seki, der bereits vier Monate zuvor einen Kometen entdeckt hatte, ebenfalls mit einem Teleskop die südliche Milchstraße ab, als auch er einen verwaschenen Fleck mit einer Helligkeit von etwa 9 mag auffand. Er dachte zunächst an einen Kometen, hielt es aber dann doch für einen Sternhaufen und beendete seine Beobachtungen. Die Angelegenheit ließ ihm aber keine Ruhe und er ging noch einmal zu seinem Teleskop, um seine Sichtung zu überprüfen. Nun konnte er für sich bestätigen, dass es sich um einen Kometen handelte. Um sicher zu gehen, wollte er vor einer Meldung seine Sichtung am nächsten Abend noch einmal bestätigen. Er konnte zunächst den Kometen nicht wiederfinden und dachte schon an eine Täuschung, aber dann fand er ihn doch an einer anderen Stelle wieder, wo der Komet sich in der verstrichenen Zeit hinbewegt hatte. Seine Sichtungsmeldung ging schließlich noch vor der von Lines an der offiziellen Stelle ein. Da Lines keine ausreichend detaillierten Informationen zu seiner Sichtung abgeliefert hatte, wurde für ihn erst die Bestätigung durch das Lowell-Observatorium einen Tag nach seiner Erstentdeckung offiziell anerkannt, weshalb der Komet Seki-Lines und nicht Lines-Seki genannt wurde.
Im weiteren Verlauf des Monats wurde der Komet intensiv beobachtet, u. a. von Robert Burnham, Jr. in Arizona und John Caister Bennett in Südafrika, und auch fotografiert, u. a. durch George Van Biesbroeck am Yerkes-Observatorium und Elizabeth Roemer in Flagstaff. Mitte Februar hatte der Komet seine größte südliche Deklination erreicht, seine Helligkeit wuchs bis Ende des Monats auf etwa 5 mag an und ein kleiner Schweif begann sich auszubilden.
Ab 9. März konnte der Komet mit dem bloßen Auge beobachtet werden. Seine Helligkeit nahm weiter schnell zu und erreichte gegen Ende des Monats bereits −1 mag, der Kometenkopf erschien hellgelb und der Schweif war 2–3° lang. Am 1. April ging der Komet von der Erde aus gesehen in etwa 1,5° Abstand westlich an der Sonne vorbei, es gelang aber nicht, ihn mit einem Fernglas am Taghimmel zu beobachten. Erst einige Tage später konnte der Komet wieder in der Abenddämmerung wiedergefunden werden. Während des Aprils wurde er von zahlreichen Beobachtern auf der ganzen Welt beobachtet. Bis Mitte des Monats hatte die Helligkeit rasch wieder bis auf 3 mag abgenommen und bis Ende des Monats war sie schon auf 7 mag gefallen. Die Länge des Schweifs war dagegen in der ersten Aprilhälfte auf 15–20° angewachsen, bevor er bis Ende des Monats wieder nahezu verschwunden war. Wie bei dem einige Jahre zuvor erschienenen Kometen C/1957 P1 (Mrkos) konnte dabei auch das Phänomen von parallel angeordneten Streifen (Striae) beobachtet werden.
Ende April hatte der Komet seine größte nördliche Deklination erreicht und begann einige Tage später, sich von der Erde aus gesehen wieder der Sonne anzunähern. Bis Ende Mai konnte er zunächst noch visuell und photographisch beobachtet werden. Am 27. Juli ging er dann von der Erde aus gesehen noch einmal nördlich in 0,75° Abstand an der Sonne vorbei. Erst Ende Oktober gelangen wieder photographische Aufnahmen von ihm. Die letzten Beobachtungen erfolgten schließlich am 25. Januar 1963 durch Roemer.
Der Komet erreichte eine maximale Helligkeit von −2,5 mag.

## Wissenschaftliche Auswertung
Im März und April 1962 erfolgten spektrographische Beobachtungen des Kometen an Observatorien in Südafrika,
Frankreich
und Italien. Es wurden dabei hochaufgelöste Spektrogramme gewonnen, die kometentypische Emissionslinien von C2, C3, Na, O, NH, NH2, CN und CH zeigten. Ein ungewöhnliches Intensitätsverhältnis zwischen den Natrium-D-Linien wurde untersucht.
Brian Marsden, Zdenek Sekanina und Edgar Everhart konnten im Jahr 1978 aus 92 Beobachtungen über 352 Tage Bahnelemente einer hyperbolischen Umlaufbahn für den Kometen berechnen. Außerdem bestimmten sie Werte für seine ursprüngliche und zukünftige Bahn. Nach ihrer Berechnung bewegte er sich lange vor seiner Passage des inneren Sonnensystems noch auf einer elliptischen Bahn mit einer Großen Halbachse von etwa 40.000 AE. Für seine zukünftige Bahn ergab sich ebenfalls eine elliptische Form mit einer Großen Halbachse von etwa 2850 AE.
Satoshi Yabushita untersuchte 1989 den Einfluss der Gravitation der Milchstraße auf die Bahnelemente in der Vergangenheit, insbesondere auf die Periheldistanz beim letzten Umlauf um die Sonne.

## Umlaufbahn
Für den Kometen konnte aus 32 Beobachtungen über 349 Tage eine (zeitweilig) hyperbolische Umlaufbahn bestimmt werden, die um rund 65° gegen die Ekliptik geneigt ist. Die Bahn des Kometen steht damit steil angestellt zu den Bahnebenen der Planeten. Im sonnennächsten Punkt der Bahn (Perihel), den der Komet am 1. April 1962 durchlaufen hat, befand er sich mit etwa 4,70 Mio. km Sonnenabstand nur etwa 5 ¾ Sonnenradien über deren Oberfläche. Bereits am 26. Februar hatte er mit etwa 92,5 Mio. km (0,62 AE) die größte Annäherung an die Erde erreicht. Am 4. April gab es noch eine zweite Annäherung an die Erde, diesmal nur bis auf etwa 151,2 Mio. km (1,01 AE) und am 30. April ging der Komet noch im Abstand von etwa 70,6 Mio. km an der Venus vorbei.
Nach den Bahnelementen von Marsden, Sekanina und Everhart, die keine nicht-gravitativen Kräfte auf den Kometen berücksichtigen, hatte seine Bahn lange vor seiner Passage des inneren Sonnensystems noch eine Exzentrizität sehr nahe bei (aber kleiner als) 1 und eine Große Halbachse von etwa 43.000 AE (etwa 0,7 Lichtjahre), so dass seine Umlaufzeit bei etwa 9 Mio. Jahren lag. Er war möglicherweise ein „dynamisch neuer“ Komet aus der Oortschen Wolke oder überhaupt erst wenige Male zuvor in die Sonnennähe gelangt. Durch die Anziehungskraft der Planeten, insbesondere durch Vorbeigänge am Uranus im Januar 1957 in etwa 5 ⅓ AE Abstand und am Jupiter im April 1962 in etwa 5 AE Abstand, wurde die Bahnexzentrizität auf etwa 0,999989 und die Große Halbachse auf etwa 2850 AE verringert, so dass seine Umlaufzeit jetzt im Bereich von etwa 150.000 Jahren liegt. In Anbetracht der relativ unsicheren Bahnparameter sind alle angegebenen Daten nur als ungefähre Werte zu betrachten.